# International Max Planck Research School for Organismal Biology
Die International Max Planck Research School for Organismal Biology ist eine International Max Planck Research School (IMPRS), an der anfangs das Max-Planck-Institut für Ornithologie in Seewiesen und Radolfzell und der Fachbereich Biologie der Universität Konstanz beteiligt waren, zuletzt auch das 2019 gegründete Max-Planck-Institut für Verhaltensbiologie in Radolfzell und Konstanz. Die IMPRS steht kurz vor der Auflösung (Stand März 2023). Sie bot Doktoranden aus der ganzen Welt ein strukturiertes Promotionsprogramm.

## Promotionsprogramm
Das Programm bestand aus der Doktorarbeit und einem entsprechenden Curriculum. Die Doktorarbeit wurde neben dem Erstbetreuer auch von einem Promotionskomitee betreut. Das zusätzliche Curriculum war individuell auf die Doktoranden abgestimmt, es enthielt Kurse in Schlüsselqualifikationen, Laborkurse, wissenschaftliche Symposien und regelmäßige Studententreffen. Die Bedingungen des Promotionsprogramms waren in Richtlinien festgelegt.

## Entwicklung
Die IMPRS for Organismal Biology wurde 2009 gegründet und im Oktober 2010 eröffnet, damals als Partnerschaft zwischen dem Max-Planck-Institut für Ornithologie und der Universität Konstanz. Die ersten 30 Doktoranden stammten aus 14 verschiedenen Ländern. Der Lehrkörper bestand anfangs aus 25 Wissenschaftlern des Max-Planck-Instituts für Ornithologie und des Fachbereichs Biologie der Universität Konstanz. Ein halbes Jahr später waren es schon rund 40 Doktoranden aus 18 Ländern, die von etwa 30 Wissenschaftlern betreut wurden.
Das Max-Planck-Institut für Ornithologie wurde Ende 2022 geschlossen und ging im neuen Max-Planck-Institut für biologische Intelligenz auf.